# Nándori József
Nándori József (Bercel, 1951. május 23. –) rendező-operatőr.

## Élete
1951. május 23-án született Bercelen. Gimnáziumi érettségi után a Budapesti Műszaki Egyetem Villamosmérnöki Karán, 1974-ben diplomázott.
Első munkahelye a Magyar Filmgyártó Vállalat volt, ahol egy mérnök-közgazdász csoport tagjaként egyéves vezetőképzésben vett részt, végigjárva és tanulmányozva a filmgyártás valamennyi részlegét, a világításon, a sminken, a lóbuktatáson, díszletépítészeten át egészen a képfelvételig.
Első feladata a világítástechnika teljes rekonstrukciója volt, ami a mai napig használatos, sőt, azóta átvette a Magyar Televízió és a Magyar Hirdető is. Utána filmkamerák fejlesztésével foglalkozott, sok elfogadott újításával „kiváló újítóként” részt vett az Újítók és Feltalálók Országos Kongresszusán is.
Később a MAFILM első videostúdiójának vezetője lett, ahol operatőri tevékenység mellett főképpen utómunkálatokkal foglalkozott, miközben végigkísérhette a technika fejlődését a U-MATIC-tól az 1 collon át BETA SP-ig.
A Balázs Béla stúdió vezetőjeként sok dokumentumfilmet és újhullámos, avantgárd filmet készített.
Ezt követően a Filmpremier Stúdió vezetője lett, ahol több játékfilm mellett a magyar reklámfilmek 90%-a készült, de számos nemzetközi produkcióban is részt vett.
1984-től önálló operatőri és rendezői feladatokat is vállalt. Több mint kilencszáz videóklip mellett részt vett sok játékfilm és reklám elkészítésében. Forgatott a Magyar Televíziónak, klipjeit az MTV-Europe is vetítette. Dolgozott a BBC-nek, az ARD-nek a Formula–1-en, Transworld Sportnak öttusát, úszást, vitorlázást, korcsolyázást, forgatott földön, vízen, víz alatt, helikopterből, hőlégballonból, Magyarországon, Cannes-ban, Monte Carlóban, Moszkvában, Velencében, Altenbergben, Bécsben, Isztambulban, Grand Canarián.
Részt vett különböző versenyeken és fesztiválokon, ahol már több ízben díjat is nyert.
Jelenleg saját vállalkozása van filmgyártásra, saját produkcióként készített sok reklámfilmet, koncertvideót, portréfilmet, dokumentumfilmet, havonta jelentkező televíziós magazinműsort, évekig tagja volt az RTL Klub Kész átverés c. műsorát készítő stábnak.
Első nagyjátékfilmje a Rom-mánia volt (2007), melyben forgatókönyvírói-operatőri-rendezői-produceri feladatokat látott el. Ezt a filmet a Magyar Játékfilmszemlén is bemutatták, majd országosan is forgalmazta a Best Hollywood.
2010-ben készítette el a Szép Magyarország című játékfilmjét – szintén forgatókönyvírói-operatőri-rendezői-produceri munkakörben –, melyet szintén bemutattak a Magyar Játékfilmszemlén.

## Filmjei
1. Rom-mánia (Nagyjátékfilm)
2. Szép Magyarország (Nagyjátékfilm)
3. Partita (Kokas Klára portré)
4. Bears of Transylvania (Medvék az emberek életterében)
5. Kolozsvári Magyar Napok (dokumentumfilmek rendszeresen, több éven keresztül)
6. Humorzsák (Orbán János Dénes előadói estje)
7. Díjátadás (Orbán János Dénes Orbán Viktortól Magyarország Babérkoszorúja díj)
8. Orbán János Dénes Quasimodo díjas (Dokumentumfilm Balatonfüredről)
9. Baku Eurasian Hairdressing & Make Up 2016 (Nemzetközi Fesztivál)
10. A Muzsika Hídja Fesztivál 2016 (Nemzetközi kórusfesztivál a Vigadóban)
11. Miss Beauty Of The World 2007 in China (Világverseny Kínában)
12. Miss Holiday International Döntő (A Bálna nyitórendezvénye)
13. A 30 éves  Száztagú Cigányzenekar (koncertfilm)
14. Polgár Judit a Kolozsvári Erkel Ferenc Sakk Napokon 2015 (dokumentumfilm)
15. Pergolesi: Stabat Mater (koncertfilm a Lehel téri nagytemplomban)
16. Wass Albert Vers-és Prózamondó Verseny 2015 (Törökszentmiklós)
17. Tokaj Winetrade Film (Dokumentumfilm a Tokaji aszúról)
18. Alkalmi mesék idegbeteg felnőtteknek (Orbán János Dénes Irodalmi est)
19. A láthatatlan légiós (Könyvbemutató)
20. Around the Matthias Church Working Progress (Dokumentumfilm a Vár felújításáról)
21. Experidance Eltáncolt történelem (Az Experidance táncegyüttes fellépése Kolozsvár)
22. Fénnyel írt napló (Dokumentumfilm Indiáról)
23. Libamáj Fesztivál Budai Vár (Dokumentumfilm)
24. A 4-es metró felfedezése (Dokumentumfilm egy kisgyermek szemével)
25. Dunai Árvíz 2013 (Dokumentumfilm az árvízről)
26. 30 éves a Macskák (Dokumentumfilm)
27. Davide Martello in Budapest Ice Rink (Zongorakoncert a Jégpályán)
28. Találkoztam boldog cigányokkal is (Dokumentumfilm)
29. Álommeló (Önéletrajzi film)
30. Szabadság híd SALSA

## Klipjei
Szinte valamennyi élvonalbeli magyar énekes és zenekar szerepel a repertoárjában, Szandi klipjeitől Demjén Ferencen, Zoránon, Balázs Fecón át a Heavy Metalig, beleértve több külföldi zenekart is, pl. Kiss, Nazareth, Iron Maiden, Dire Straits.
Csak néhányat kiemelve:
1. Demjén Ferenc: Várj, míg felkel majd a nap
2. Balázs Fecó: Történelem 1. 2. 3.
3. Szekeres Tamás: Downbelow Station
4. Szandi: Álomból valóság
5. Gerendás Péter: C'est la vie
6. Ossian: Éjféli lány
7. Pokolgép: Itt és most (Az év klipje díj 1988)
8. Demonlord: SEARCH Sziget Festival
9. Tankcsapda: Kolozsvári Magyar Napok 2013
10. Temesvár (Magyar előadók erdélyi koncertje)
11. Fekete Johny: Adagio
12. Princess: Liszt Hungarian Rhapsody
13. Monti Tsardash  Arranged Csilla Szentpéteri (A Világtalálkozó Himnusza)